# اولتان (پارس‌آباد)
اولتان، شهری در بخش مرکزی شهرستان پارس‌آباد در استان اردبیل ایران است.

## جمعیت
براساس سرشماری عمومی نفوس و مسکن در سال ۱۳۹۵، جمعیت شهر اولتان برابر با ۳،۶۲۲ نفر (۹۹۰ خانوار) بوده‌است.